# 盧洪春
盧洪春（1544年—1619年），字思仁，號東麓山人，浙江金華府東陽縣民籍，祖籍順天府涿州。明朝政治人物。萬曆中官禮部主事，因上疏諫神宗不上早朝被廷杖。

## 生平
萬曆元年（1573年）癸酉科順天府鄉試第一百二十二名。萬曆五年（1577年），登三甲第一百三十七名進士。授旌德縣知縣，擢禮部祠祭司主事。萬曆十四年（1586年）十月，神宗因病連日免朝，且未親祭太廟，盧洪春上疏諫言，言辭激烈，且質疑神宗病因。神宗大怒，下令廷杖六十。盧洪春回鄉家居，多年後卒。光宗嗣位，贈太僕寺少卿。《明史》有傳。

## 家族
曾祖父盧聯；祖父盧堯謨，贈奉直大夫兵部員外郎；父親盧仲佃，曾任按察司按察使。母胡氏（封宜人）。具慶下。弟盧洪夏（贡士）、盧洪秋（千户）、盧洪冬（监生）、盧洪閏。

## 延伸阅读
[在维基数据编辑]
 《明史卷二百三十四》，出自《明史》

## 外部連結
- 卢洪春 （页面存档备份，存于） 東陽名人